# Podnoszenie ciężarów na Letnich Igrzyskach Olimpijskich 1988 – waga piórkowa mężczyzn
Rywalizacja w wadze do 60 kg mężczyzn w podnoszeniu ciężarów na Letnich Igrzyskach Olimpijskich 1988 odbyła się 20 września 1988 roku w hali Ol-lim-pik Gong-won. W rywalizacji wystartowało 17 zawodników z 14 krajów. Tytułu sprzed czterech lat nie obronił Chińczyk Chen Weiqiang, który tym razem nie startował. Nowym mistrzem olimpijskim został Turek Naim Süleymanoğlu, srebrny medal wywalczył Stefan Topurow z Bułgarii, a trzecie miejsce zajął Chińczyk Ye Huanming.

## Wyniki
| Pozycja | Zawodnik            | Reprezentacja    | Waga  | Rwanie | Rwanie | Rwanie | Podrzut | Podrzut | Podrzut | Wynik |
| Pozycja | Zawodnik            | Reprezentacja    | Waga  | 1      | 2      | 3      | 1       | 2       | 3       | Wynik |
| ------- | ------------------- | ---------------- | ----- | ------ | ------ | ------ | ------- | ------- | ------- | ----- |
| 1. !    | Naim Süleymanoğlu   | Turcja           | 59,70 | 145,0  | 150,5  | 152,5  | 175,0   | 188,5   | 190,0   | 342,5 |
| 2. !    | Stefan Topurow      | Bułgaria         | 59,70 | 137,5  | 142,5  | 142,5  | 165,0   | 175,0   | —       | 312,5 |
| 3. !    | Ye Huanming         | Chiny            | 59,70 | 127,5  | 132,5  | 132,5  | 155,0   | 160,0   | 162,5   | 287,5 |
| 4       | Min Jun-gi          | Korea Południowa | 59,60 | 120,0  | 125,0  | 127,5  | 155,0   | 160,0   | 162,5   | 280,0 |
| 5       | Yosuke Muraki-Iwata | Japonia          | 59,30 | 120,0  | 125,0  | 127,5  | 150,0   | 150,0   | 165,0   | 277,5 |
| 6       | Joanis Sidiropulos  | Grecja           | 59,45 | 115,0  | 115,0  | 120,0  | 145,0   | 145,0   | 150,0   | 265,0 |
| 7       | Kazushige Oguri     | Japonia          | 59,60 | 117,5  | 117,5  | 122,5  | 137,5   | 142,5   | 150,0   | 260,0 |
| 8       | Tolentino Murillo   | Kolumbia         | 59,75 | 115,0  | 120,0  | 125,0  | 135,0   | 140,0   | 140,0   | 260,0 |
| 9       | Jhon Salazar        | Kolumbia         | 59,80 | 105,0  | 110,0  | 112,5  | 142,5   | 150,0   | 150,0   | 260,0 |
| 10      | Ángel Arroyo        | Portoryko        | 59,70 | 95,0   | 100,0  | 105,0  | 130,0   | 135,0   | 140,0   | 235,0 |
| 11      | Juma Abudu          | Kenia            | 59,80 | 80,0   | 90,0   | 90,0   | 110,0   | 110,0   | 115,0   | 200,0 |
| —       | Wang Caixi          | Chiny            | 59,35 | 125,0  | 130,0  | 130,0  | 157,5   | 157,5   | 157,5   | —     |
| —       | José García         | Ekwador          | 59,40 | 105,0  | 105,0  | 105,0  | 140,0   | 140,0   | 140,0   | —     |
| —       | Lionel Gondran      | Francja          | 59,75 | 110,0  | 115,0  | 117,5  | 140,0   | 140,0   | 140,0   | —     |
| —       | Dionisio Muñoz      | Hiszpania        | 59,30 | 120,0  | 120,0  | 122,5  | —       | —       | —       | —     |
| —       | Attila Czanka       | Rumunia          | 59,80 | 130,0  | 130,0  | 130,0  | —       | —       | —       | —     |
| —       | Catur Mei Studi     | Indonezja        | 59,65 | 110,0  | 110,0  | —      | —       | —       | —       | —     |